# قتاد دمشقي
القَتَاد الدمشقي (باللاتينية: Astragalus campylorrhynchus) نوع نباتي عشبي من جنس القتاد.

## البيئة والانتشار
موطنه بلاد الشام وتركيا والقوقاز.

## مرادفات للاسم العلمي
- (باللاتينية: Astragalus damascenus Boiss. & Gaill.)
- (باللاتينية: Astragalus leiolobus Bunge)
- (باللاتينية: Astragalus nadirius Parsa)
- (باللاتينية: Astragalus negevensis Zohary & Fertig)